# Girolamo Olgiati

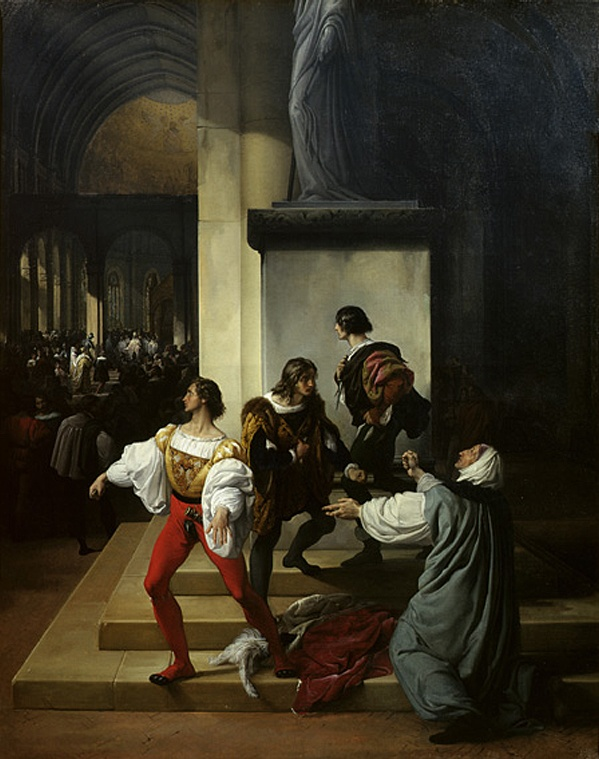
Francesco Hayez, La congiura dei Lampugnani, 1826.

Girolamo Olgiati (Milano, 1454 – Milano, 2 gennaio 1477) è stato un umanista italiano.

## Biografia
Era figlio del gentiluomo milanese Giacomo Olgiati, molto fedele alla famiglia Sforza. Quando all'età di tredici anni, nel 1466, Girolamo fuggì di casa su istigazione del proprio maestro e retore bolognese Cola Montano, il quale lo mandò ad apprendere il mestiere delle armi presso il famoso condottiero Bartolomeo Colleoni, il padre Giacomo chiese aiuto al nuovo duca Galeazzo Maria Sforza per riavere indietro il figlio e grazie all'intercessione anche della duchessa vedova Bianca Maria Visconti ottenne che Girolamo in breve tornasse a casa. A causa di questo evento Cola Montano guadagnò fama di ribaldo e di uomo dai corrotti costumi, detestato non solo da Giacomo Olgiati ma anche dal duca Galeazzo Maria, che lo fece fustigare in pubblica piazza e infine lo esiliò dalla città, ma ciò non impedì comunque che il giovanissimo Girolamo continuasse a frequentare la sua scuola e le sue conoscenze.
Fu sempre Cola Montano a presentare a Girolamo il nobile milanese Giovan Andrea Lampugnani, uomo che come lui era profondamente ostile al duca Galeazzo Maria, e ad esortare i propri allievi a liberare la patria dal tiranno, sull'esempio degli antichi romani Bruto e Cassio. Galeazzo infatti, duca prepotente e crudelissimo, era comunemente odiato dai propri sudditi, e per tale motivi essi speravano che una volta che lo avessero ucciso il popolo si sarebbe posto dalla loro parte, instaurando la repubblica.
Dopo che Cola Montano dovette lasciare Milano, Giovan Andrea Lampugnani e Girolamo decisero infine di dare opera alla congiura che il retore bolognese già da anni programmava. Attirarono dunque dalla propria parte il paggio sforzesco Carlo Visconti e altra gente e il 26 dicembre 1476 pugnalarono il duca Galeazzo Maria Sforza sulla soglia della basilica di Santo Stefano.
Il duca morì sul colpo, ma il popolo non si unì alla loro causa come i tre avevano sperato. A differenza degli altri congiurati, immediatamente uccisi o catturati dagli staffieri ducali, Girolamo riuscì inizialmente a scappare e si rifugiò presso la casa paterna, dove tuttavia il padre Giacomo gli fece trovare un'assai cruda accoglienza, andando egli stesso a denunciarlo presso le autorità ducali. Per intercessione della madre, Giacomo si rifugiò allora presso il loro parroco, e di lì passò attraverso una serie di peripezie presso case diverse, finché non venne scovato e arrestato dalle guardie ducali e condotto in prigione. Fu condannato a morte e squartato vivo nel rivellino del castello di Porta Giovia all'età di ventitré anni.